# Okodia jezik
Okodia jezik (ISO 639-3: okd; okordia), atlantsko-kongoanski jezik iz skupine ijoid, kojim govori 3 600 ljudi (Voegelin and Voegelin 1977) u nigerijskoj državi Bayelsa, LGA Yenagoa.
Zajedno s jezikom oruma [orr] čini unutrašnje ijo jezike.

## Vanjske poveznice
- Ethnologue (14th)
- Ethnologue (15th)